# Pierre Daura

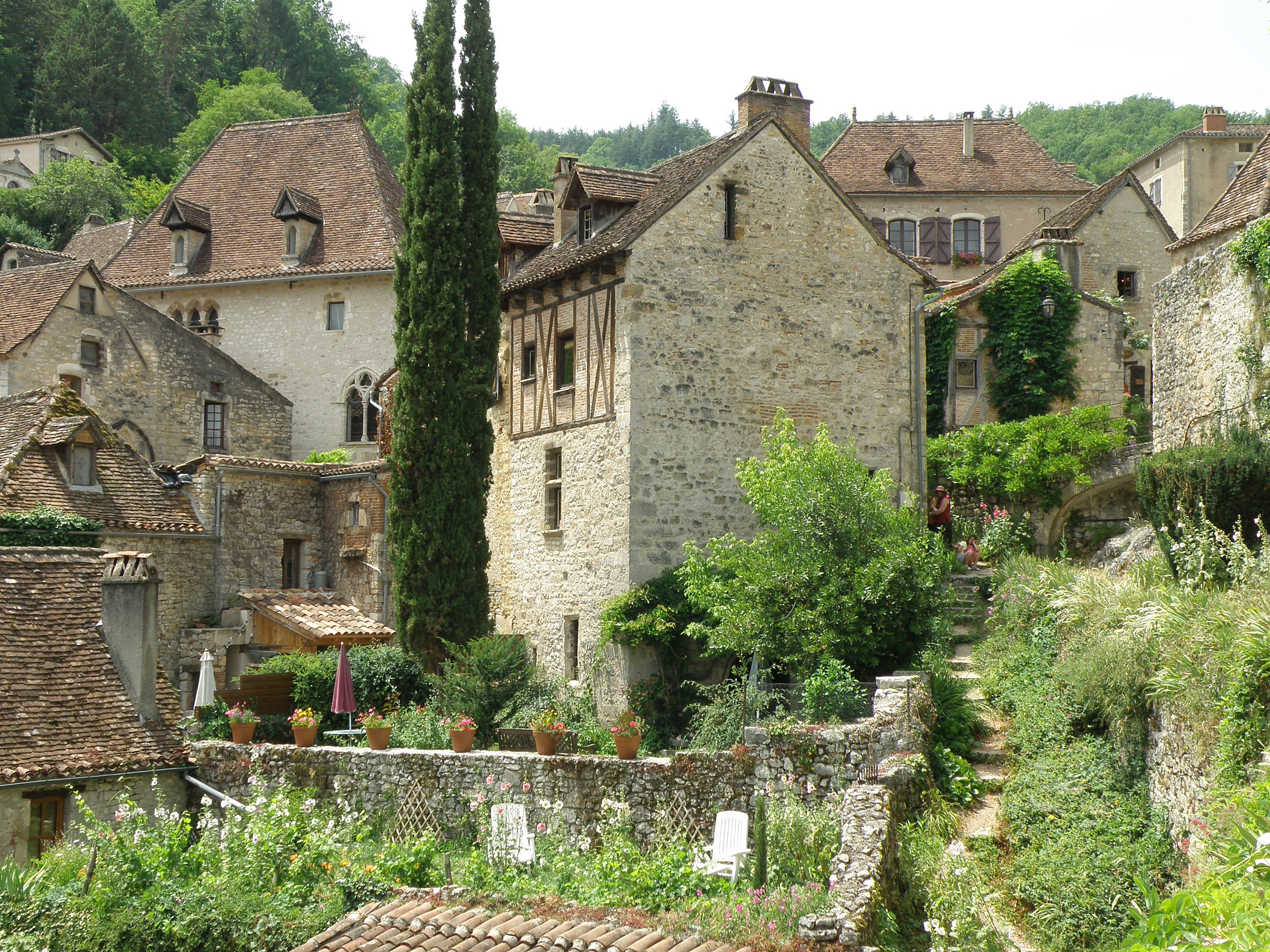
La casa Daura (en la izquierda) en Saint-Cirq-Lapopie.

Pierre Daura (nacido Pedro Francisco Daura y García; Ciudadela, Menorca, 21 de febrero de 1896 – Rockbridge Baths, Virginia, 1976) fue un pintor español.

## Biografía
Su padre fue músico y comerciante de textiles en Barcelona. Su madre murió cuando el artista contaba con siete años. Estudió en la escuela de bellas artes de Barcelona, La Llotja, donde tuvo como profesor al padre de Picasso, José Ruiz Blanco.
A los catorce años expuso y vendió sus primeras obras. A los dieciocho va a París, donde se queda, en plena guerra, hasta 1917, trabajó entonces en el taller del pintor Émile Bernard y aprendió grabado con André Lambert, el editor e ilustrador de la revista Janus.
Regresó a Barcelona y participó en el grupo de artistas catalanes con el que expuso de 1918 a 1933 por toda Europa.
En 1920 regresó a París donde hizo amistad con el pintor catalán Pierre Creixams y el artista argentino Gustavo Cochet. Expuso en el Salón de Otoño en 1922 y 1926. En 1928, junto con otros cuatro artistas rechazados en el salón, participó en la galería Marck, en la exposición «Cinco artistas rechazados por el jurado del salón».

## Paisajes y abstracción
En los años 20 compró una casa en Saint-Cirq-Lapopie, uno de los más bellos pueblos de Francia. En 1928 se casó con Louise Heron Blair, estudiante de arte en Richmond (Virginia) donde más tarde su hermana se casaría con Jean Hélion. En 1930, Martha, su hija, nace en Cahors.